# Waruna Lakshan
Waruna Lakshan (ur. 14 maja 1988) – lankijski lekkoatleta specjalizujący się w rzucie oszczepem.
Czwarty zawodnik mistrzostw Azji w 2015 roku oraz ósmy oszczepnik igrzysk wojska w tym samym sezonie. W 2017 był ósmy podczas mistrzostw Azji oraz odpadł w eliminacjach mistrzostw świata. 
Złoty medalista mistrzostw Sri Lanki.
Rekord życiowy: 82,19 (9 kwietnia 2017, Diyagama).

## Osiągnięcia
| Rok  | Impreza                             | Miejsce     | Pozycja           | Wynik |
| ---- | ----------------------------------- | ----------- | ----------------- | ----- |
| 2011 | Mistrzostwa Azji                    | Kobe        | 10. miejsce       | 68,78 |
| 2015 | Mistrzostwa Azji                    | Wuhan       | 4. miejsce        | 76,75 |
| 2015 | Światowe wojskowe igrzyska sportowe | Mungyeong   | 8. miejsce        | 71,79 |
| 2017 | Mistrzostwa Azji                    | Bhubaneswar | 8. miejsce        | 76,78 |
| 2017 | Mistrzostwa świata                  | Londyn      | el. – 31. miejsce | 73,16 |
| 2019 | Igrzyska Azji Południowej           | Katmandu    | 4. miejsce        | 72,33 |